# EVAG Nr. 82 bis 117
| Erfurter Standardwagen                                          | Triebwagen                                      | Triebwagen                                                      | Beiwagen                                        |
| --------------------------------------------------------------- | ----------------------------------------------- | --------------------------------------------------------------- | ----------------------------------------------- |
| Historischer Tw Nr. 92 in Erfurt \| Tw Nr. 8II im Kirnitzschtal |                                                 |                                                                 |                                                 |
| Nummerierung:                                                   | 50II                                            | 82–117                                                          | 245–256                                         |
| Anzahl:                                                         | 1                                               | 36                                                              | 12                                              |
| Hersteller (Wagenbau):                                          | Wagenfabrik Krüger                              | Gothaer Waggonfabrik                                            | Gothaer Waggonfabrik                            |
| Hersteller (Elektrik):                                          | AEG                                             | AEG                                                             |                                                 |
| Baujahr(e):                                                     | 1938                                            | 1936…1944                                                       | 1942                                            |
| Ausmusterung:                                                   | Erfurt: 1963 Eisenach: 1975                     | Erfurt: 1964–1979 Andere: 1967–1995                             | 1979–1992                                       |
| Achsformel:                                                     | Bo                                              | Bo                                                              | 2                                               |
| Spurweite:                                                      | 1000 mm (Meterspur)                             | 1000 mm (Meterspur)                                             | 1000 mm (Meterspur)                             |
| Länge über Kupplung:                                            | 10 200 mm                                       | 11 440 mm                                                       | 11 440 mm                                       |
| Länge über Stirnbleche:                                         | 9 600 mm                                        | 10 540 mm                                                       | 10 540 mm                                       |
| Höhe:                                                           | 3060 mm                                         | Nr. 82–93: 3060 mm Nr. 94–117: 3115 mm                          | 3060 mm                                         |
| Breite:                                                         | 2090 mm                                         | 2100 mm                                                         | 2100 mm                                         |
| Fahrgestellachsstand:                                           | 2500 mm                                         | 3200 mm                                                         | 3200 mm                                         |
| Kleinster bef. Halbmesser:                                      | 16 m                                            | 20 m                                                            | 20 m                                            |
| Leermasse:                                                      | 9 750 kg                                        | Nr. 82–87: 11 120 kg Nr. 88–93: 11 400 kg Nr. 94–117: 12 300 kg | 7650 kg                                         |
| Höchstgeschwindigkeit:                                          | 50 km/h Nr. 93: 60 km/h                         | 50 km/h Nr. 93: 60 km/h                                         | 50 km/h Nr. 93: 60 km/h                         |
| Stundenleistung:                                                | 2 × 34 kW                                       | Nr. 82–93: 2 × 46 kW Nr. 94–117: 2 × 56 kW                      |                                                 |
| Raddurchmesser:                                                 | 720 mm                                          | Nr. 82–93: 720 mm Nr. 94–117: 830 mm                            | 720 mm                                          |
| Stromsystem:                                                    | 550…600 V =                                     | 550…600 V =                                                     |                                                 |
| Stromübertragung:                                               | Oberleitung, 1 Scherenstromabnehmer             | Oberleitung, 1 Scherenstromabnehmer                             |                                                 |
| Antrieb:                                                        | Tatzlagerantrieb                                | Tatzlagerantrieb                                                |                                                 |
| Betriebsart:                                                    | Zweirichtungswagen                              | Zweirichtungswagen                                              | Zweirichtungswagen                              |
| Feste Sitzplätze:                                               | 20                                              | 24                                                              | 24                                              |
| Klappsitze:                                                     |                                                 | Nr. 82–87: 4                                                    |                                                 |
| Stehplätze (5/m²):                                              | 40                                              | 42                                                              | 46                                              |
| Max. Fußbodenhöhe:                                              | 820 mm                                          | Nr. 82–93: 820 mm Nr. 94–117: 875 mm                            | 820 mm                                          |
| Anmerkung:                                                      | Die Angaben sind auf den Lieferzustand bezogen. | Die Angaben sind auf den Lieferzustand bezogen.                 | Die Angaben sind auf den Lieferzustand bezogen. |
| Belege:                                                         | [ 1 ]                                           | [ 1 ]                                                           | [ 1 ]                                           |

Die Straßenbahn-Triebwagen Nr. 82 bis 117 und die zugehörigen Beiwagen Nr. 245 bis 256 der Erfurter Verkehrsbetriebe (EVAG) wurden 1936 bis 1944 von der Gothaer Waggonfabrik gebaut. Sie gelten für ihren Produktionszeitraum als sehr modern und sind auch als Erfurter Standardwagen bekannt. Als Gebrauchtfahrzeuge gelangten einige Triebwagen ab 1963 zu verschiedenen anderen Straßenbahnen. Bei der Straßenbahn Erfurt, der Kirnitzschtalbahn und der Straßenbahn Halle (Saale) ist jeweils ein Triebwagen als historisches Fahrzeug fahrfähig erhalten.

## Beschaffung
Noch bis 1933 hatte die Erfurter Elektrische Straßenbahn (ab 1938 Erfurter Verkehrsbetriebe) Straßenbahnwagen eines 1925 entwickelten Typs des Herstellers Gottfried Lindner AG beschafft. Diese hatten sich zwar bewährt, entsprachen 1936 aber nicht mehr dem aktuellen technischen Stand. Zudem hatte Lindner die Preise deutlich erhöht. Mit dem Bau sechs weiterer Triebwagen beauftragte die Erfurter Elektrische Straßenbahn deshalb 1936 die Gothaer Waggonfabrik, die unter dem 1935 angetretenen Chefkonstrukteur Wilhelm Klockow einige technische Neuerungen umsetzte. Für diesen Hersteller sprach auch, dass der Transport der Fahrzeuge von Gotha nach Erfurt nur etwas mehr als ein Drittel der Kosten des Transports vom Lindner-Standort Ammendorf aus verursachte.
Zu den technischen Neuerungen gehörten insbesondere geschweißte statt genietete Fahrgestelle, die Verwendung von Pendelrollenlagern bei den Radsätzen und die Anwendung von Leichtbau-Prinzipien bei den Wagenkästen. Außerdem legte Klockow fest, dass die elektrische Ausrüstung stets von der AEG zu liefern war, nachdem die Gothaer Waggonfabrik zuvor einige Fahrzeuge auf Kundenwunsch auch mit einer solchen von SSW oder Bergmann ausgerüstet hatte. Dies war unter anderem bei den zu diesem Zeitpunkt bereits vorgeschriebenen Magnetschienenbremsen von Vorteil, da die AEG eine Bauart mit relativ geringem Materialbedarf verwendete und der NS-Staat zur Kriegsvorbereitung bereits Eisen und Stahl kontingentierte.
Die sechs 1936 beschafften Triebwagen erhielten die Wagennummern 82 bis 87 und kosteten jeweils 33 423 Reichsmark. Mit diesen Fahrzeugen gab es verschiedene Probleme, die unter anderem dazu führten, dass sie nicht mit Beiwagen eingesetzt werden durften. 1938 beschaffte die EVAG zunächst sechs entsprechend weiterentwickelte Triebwagen mit den Nummern 88 bis 93 zum Stückpreis von 36 432 Reichsmark. Auch bei allen folgenden Serien wurden jeweils weitere Änderungen umgesetzt. Noch 1938 folgten sechs stärker motorisierte Triebwagen mit den Nummern 94 bis 99 und 1939 sechs weitere (Nr. 100 bis 105).
Im Frühjahr 1940, bereits während des Zweiten Weltkriegs, bestellte die EVAG weitere zwölf Triebwagen und zwölf Beiwagen. Die Auslieferung der Beiwagen (Nr. 245 bis 256) war für Mitte 1941 geplant, verzögerte sich jedoch bis ins Frühjahr 1942. Im Mai 1942 untersagten Reichsverkehrsminister Julius Dorpmüller und der Reichsminister für Bewaffnung und Munition Albert Speer den Bau von Straßenbahnwagen. Als Ausnahme waren nur wenige Kriegsstraßenbahnwagen für besonders kriegsgeschädigte Betriebe, zu denen die Erfurter Straßenbahn nicht zählte, vorgesehen. Während dies bedeutete, dass alle anderen bei der Gothaer Waggonfabrik bestellten Wagen nicht gebaut wurden, konnte die EVAG-Direktion die Fertigstellung ihres Auftrags dennoch durchsetzen. In den Jahren 1943 und 1944 wurden je sechs Wagen geliefert (Nr. 106 bis 111 und 112 bis 117). Sie kosteten jeweils 37 000 Reichsmark, die Beiwagen 20 350 Reichsmark. Von sechs im April 1941 bestellten Triebwagen, die die Nummern 118 bis 123 erhalten sollten, wurde jedoch nur noch die elektrische Ausrüstung gefertigt und 1943 an die EVAG übergeben. Die Stromabnehmer verkaufte sie 1944, wohingegen die anderen Komponenten nach dem Krieg hauptsächlich zur Modernisierung von Lindner-Wagen genutzt wurden.
Bis zum Ende des Zweiten Weltkriegs bezeichnete die Gothaer Waggonfabrik ihre Straßenbahnfahrzeugtypen in der Regel lediglich als „Motorwagen für [Besteller]“ und „Anhängewagen für [Besteller]“. Bei den Erfurter Standardwagen wurde zur Unterscheidung der einzelnen Serien die Kommissionsnummer (also Auftragsnummer) als „Kom. [Nummer]“ angefügt. Die Kommissionsnummern lauten:
| Wagennummern     | Baujahr    | Kommissionsnummer |
| ---------------- | ---------- | ----------------- |
| 82–87            | 1936       | 2530              |
| 88–93            | 1938       | 2566              |
| 94–99            | 1938       | 2576              |
| 100–105          | 1939       | 2586              |
| 106–111, 112–117 | 1943, 1944 | 2596              |
| 245–256          | 1942       | 2667              |

1938 beschaffte die EVAG außerdem einen abweichenden, hauptsächlich kürzeren Triebwagen mit der Nummer 50 in Zweitbesetzung. Da sich dessen Fertigung für die Gothaer Waggonfabrik nicht lohnte, wurde er bei der Wagenfabrik Krüger in Erfurt nach Gothaer Zeichnungen gebaut. Wahrscheinlich sollte er als Baumuster zur grundlegenden Modernisierung älterer Fahrzeuge dienen. Er blieb ein Einzelstück.

## Technik und Aufbau

### Nr. 82 bis 87
Die Fahrzeuge waren zweiachsige Zweirichtungswagen mit Tatzlagerantrieb und Speichenrädern. Die beiden Motoren hatten eine Stundenleistung von jeweils 46 kW. Gesteuert wurden sie über Kurbelfahrschalter mit 25 Fahr- und 16 Bremsstufen sowie Vorgelege. Sie waren die ersten ab Werk mit Scherenstromabnehmer, Magnetschienenbremsen und Albertkupplungen ausgerüsteten Fahrzeuge der Straßenbahn Erfurt. Weil jedoch die Motoren keine großen Leistungsreserven für den Beiwagenbetrieb bei den in Erfurt vorhandenen Streckenneigungen boten und die Schwergängigkeit der Fahrschalter häufig zu Schaltfehlern und daraus resultierenden Störungen führte, ließ der Reichsbevollmächtigte für Bahnaufsicht den Betrieb mit Beiwagen nicht zu. Die Höchstgeschwindigkeit betrug 50 km/h.
Als Sekundärfederung zwischen Fahrgestell und Wagenkasten dienten Blattfedern. Am Fahrgestell waren Fangkörbe angebracht. Der Wagenkasten hatte einen Rahmen aus Stahl und war zu den Wagenenden hin eingezogen. Die Aufbauten bestanden größtenteils aus Holz. Das Dach – über dem Fahrgastraum als Tonnendach und über den Plattformen als Schleppdach ausgeführt – wurde mit Segeltuch überspannt. Zur Verbindung von Dachkanten und Seitenwänden wurden außen Längsbänder aus Stahl aufgeschraubt. Die Wagenkästen wurden mit 1,5 mm dickem Karosserieblech beblecht. Die Stoßstellen der einzelnen Blechtafeln wurden mit Abdeckleisten aus Stahl verkleidet.
Vorn rechts bzw. hinten links war eine einflüglige Schiebetür mit einer Breite von 738 mm angeordnet; hinten rechts bzw. vorn links eine zweiflüglige mit einer Breite von 1260 mm. Im Fahrzeug gab es zwischen Fahrgastraum und Plattformen verglaste zweiflüglige Schiebetüren. Im Fahrgastraum waren beidseitig vier Fenster angeordnet, von denen die beiden äußeren als Fallfenster ausgeführt waren und geöffnet werden konnten. Die beiden mittleren Fenster waren etwas breiter als die äußeren. Über jedem Fenster gab es eine Lüftungsklappe aus Blech. Die dreigeteilten Fenster an den Fronten wurden anders als bei früheren Fahrzeugen der Gothaer Waggonfabrik etwas geneigt eingebaut.
Im Fahrgastraum gab es 24 Sitzplätze auf Holzlattenbänken, davon die zwölf mittigen quer in Abteilform und die anderen längs angeordnet. Die Querbänke waren auf einer Seite des Gangs für zwei und auf der anderen für eine Person ausgelegt. Auf den Plattformen gab es an den Trennwänden zum Fahrgastraum zusätzlich insgesamt vier Klappsitze. Als Linien- und Zielanzeige an den Fronten dienten Rollbänder, die per Kurbel einzustellen waren. Bei Nacht waren sie mit Glühlampen hinterleuchtet.

### Änderungen bei Nr. 88 bis 93
Für die zweite Serie hatte die EVAG stärkere Motoren gewünscht. Diese standen jedoch noch nicht zur Verfügung, so dass nur leicht verbesserte 46-kW-Motoren eingebaut wurden. Die Fahrzeuge erhielten jedoch wesentlich leichter zu bedienende Fahrschalter ohne Vorgelege. Die Fahrzeuge durften von Beginn an mit Beiwagen eingesetzt werden.
Für ein moderneres Erscheinungsbild wurde das Dach nun als durchgehendes, zu den Fronten hin abfallendes Tonnendach mit geringerer Wölbung ausgeführt. Zudem wurden die Linien- und Zielanzeigekästen nun bündig mit der sonstigen Außenhaut abgeschlossen. Um den Lichteinfall zu erhöhen, wurden die blechernen Lüftungsklappen über den Seitenfenstern durch Ausstellfenster mit Riffelglas ersetzt. Statt der Holzlattensitzbänke wurden mit braunem Leder bezogene Polstersitze mit Armlehnen eingebaut. Die Klappsitze auf den Plattformen entfielen.
Der Triebwagen Nr. 93 wurde vor seiner Indienststellung auf der Reichswagenschau in Düsseldorf präsentiert. Er war dazu abweichend auf 60 km/h Höchstgeschwindigkeit ausgelegt, hatte einen Fahrschalter mit längerem Kurbelweg und Motoren mit Aluminium- statt Kupferwicklungen.

### Änderungen bei Nr. 94 bis 123
Bei Nr. 94 bis 99 kamen schließlich die gewünschten stärkeren Motoren mit einer Stundenleistung von 56 statt 46 kW zur Anwendung. Außerdem wurde der Raddurchmesser von 720 auf 830 mm erhöht.
Die 1939 gebauten Triebwagen Nr. 100 bis 105 erhielten noch einmal leicht verbesserte Fahrschalter und Motoren. Zudem war ihre elektrische Verschaltung darauf vorbereitet, die Magnetschienenbremsen von Trieb- und Beiwagen gemeinsam zu betätigen. Äußerlich erkennbare Veränderungen waren kürzere Griffstangen neben den Türen, Kupplungssteckdosen für die Steuerleitung zum Beiwagen sowie eine Bremsleuchte.
Die 1943 und 1944 gebauten Triebwagen Nr. 106 bis 117 unterschieden sich von den früheren Serien hauptsächlich durch Änderungen an der Innenbeleuchtung und der Holzverkleidung im Inneren. Außerdem erhielten sie Blinklichter statt Winkerlampen als Fahrtrichtungsanzeiger.
Die elektrische Ausrüstung der nicht gebauten Triebwagen Nr. 118 bis 123 umfasste noch einmal etwas stärkere Motoren mit einer Leistung von 60 kW sowie einen neuen, auf sitzende Fahrer ausgelegten Fahrschaltertyp.

### Nr. 245 bis 256
Sowohl Fahrgestell als auch Wagenkasten und Innenraum der Beiwagen entsprachen im Wesentlichen – natürlich unter Entfall von Antriebsausrüstung und Führerständen – den Triebwagen Nr. 106 bis 117, was zu dieser Zeit nicht selbstverständlich war. Es wurden jedoch wieder Räder des kleineren Durchmessers wie bei den ersten beiden Triebwagenserien verwendet. Abweichend zu den Triebwagen kamen Scheibenräder zur Anwendung.

### Nr. 50II
Der Triebwagen Nr. 50II war insgesamt ungefähr einen Meter kürzer ausgeführt und hatte auch einen wesentlich kürzeren Achsstand. Im Fahrgastraum waren nur drei statt vier Fenster je Seite angeordnet. Die Federung zwischen Fahrgestell und Wagenkasten wurde mit Schrauben- statt Blattfedern ausgeführt. Entsprechend seiner geringeren Ausmaße und seiner damit einhergehend geringeren Masse erhielt er auch schwächere Motoren mit einer Stundenleistung von nur 34 kW. Der Raddurchmesser entsprach noch den ersten beiden Serien. Die Inneneinrichtung mit Polstersitzen entsprach im Wesentlichen den anderen 1938 gebauten Wagen. Lediglich die Längsbänke waren entsprechend verkürzt und boten jeweils nur zwei statt drei Fahrgästen Platz.

### Erprobung von Einheitsstraßenbahnwagen-Komponenten
Die 1939 gebauten Triebwagen Nr. 104 und 105 dienten als Erprobungsträger für Komponenten der projektierten Einheitsstraßenbahnwagen (ESW). Nr. 104 erhielt 1941 eine 12-Volt-Kleinspannungsanlage mit Nickel-Cadmium-Akkumulator, die einen Scheinwerfer, ein Schlusslicht, eine Heizscheibe, einen Scheibenwischer, eine Signalhupe und eine Notbeleuchtung des Fahrgastraums versorgte. Nach erfolgreichem Abschluss der Erprobung wurde der Wagen 1942 wieder weitgehend in den Lieferzustand zurückversetzt. Nr. 105 erhielt in einem Führerstand einen höhenverstellbaren, gepolsterten Fahrersitz sowie einen Öldruckfahrschalter. Dieser ermöglichte eine sehr feinfühlige Schaltung der Fahrstufen, funktionierte aber nur anfangs zufriedenstellend. Die Situation entwickelte sich zu einer Betriebsgefahr, so dass der Wagen wenige Monate nach dem Umbau abgestellt wurde. Ein Rückbau in den Originalzustand erfolgte jedoch nicht.

### Neuaufbau Nr. 83
Im Mai 1946 erlitt der Triebwagen Nr. 83 aus der ersten Serie einen Schaden an der elektrischen Ausrüstung und brannte in der Folge ab. Bis Herbst 1946 wurde er im Herstellerwerk neu aufgebaut. Vom ursprünglichen Fahrzeug waren dabei nur das Fahrgestell, Teile der Fronten und die Motoren noch verwendbar. Der Wagen erhielt die ursprünglichen Fahrschalter des Triebwagens Nr. 105. Der Neuaufbau erfolgte im Wesentlichen nach Vorbild der 1938 gebauten Wagen. Äußerlich entsprachen nur noch die Linien- und Zielanzeigekästen der Ausführung von 1936.

### Umbau zu Einrichtungswagen
Nachdem die EVAG 1943 damit begonnen hatte, Kuppelendstellen durch Wendeschleifen zu ersetzen, beabsichtigte sie, die Triebwagen Nr. 100 bis 117 und die Beiwagen zu Einrichtungswagen umzubauen. Die Gothaer Waggonfabrik entwickelte die entsprechenden Pläne ab 1943 unter der Typenbezeichnung E 20. Die linksseitigen Türöffnungen sollten durch Fenster und unterhalb dieser durch Karosseriebleche verschlossen werden. Die Trennwände und Türen zwischen Fahrgastraum und Plattformen sollten entfernt werden. Der verbleibende Führerstand sollte mit einem Fahrersitz ausgestattet und durch eine halbhohe Klapptür vom Fahrgastbereich abgetrennt werden. Die Handbremse im entfallenden Führerstand sollte von Kurbel- auf Handradbetätigung umgebaut werden. An der Stelle des entfallenden Fahrschaltertischs im Heck sollten zwei zusätzliche Fahrgastsitzplätze eingebaut werden. Vor Kriegsende konnte das Projekt jedoch nicht mehr realisiert werden. Im Februar 1944 erhielt die EVAG die Zeichnungen, um den Umbau später in eigener Werkstatt durchführen zu können.
Auf dieser Grundlage wurde 1952 der Triebwagen Nr. 105 umgebaut, der nach der gescheiterten Öldruckfahrschalter-Erprobung zuvor ungefähr zehn Jahre lang abgestellt war. Als zusätzliche Änderung wurde die Sitzanordnung grundlegend geändert. Der Wagen erhielt beidseits des Gangs Einzelsitze, insgesamt 16 Stück. Zur probeweisen Einführung des Fahrgastflusses wurde an der hinteren Tür ein fester Schaffnerplatz eingebaut. Die Abtrennung des Führerstands erfolgte abweichend über Stangen und einen Vorhang aus Kunstleder und der Führerstand erhielt eine Sonnenblende aus blau getöntem Glas. Der Umbau der Handbremsenbedienung am Heck unterblieb. Äußerlich wurde das Fahrzeug der 1952 gebauten Beiwagenserie Nr. 232 bis 234 angeglichen, beispielsweise durch tiefer heruntergezogene, das Fahrgestell teilweise verdeckende Seitenwände. Der Öldruckfahrschalter wurde allerdings erst 1954 gegen einen der für die nicht gebauten Wagen Nr. 118 bis 123 gelieferten Fahrschalter ersetzt.
1966 und 1967 wurden zwei weitere Triebwagen umgebaut, wobei sich die Erfurter Verkehrsbetriebe wieder stärker am E-20-Entwurf orientierten. Neben der Sitzanordnung wurde allerdings auch die Trennung zwischen Fahrgastraum und Plattformen beibehalten. Der Einbau eines Fahrersitzes und die Entfernung des Fahrschalters am Heck wurden unterlassen. 1963, 1970 und 1971 wurden außerdem die drei Beiwagen Nr. 248, 245 und 246 zu Einrichtungswagen umgebaut.

## Einsatz

### Erfurt
Mit der fortschreitenden Auslieferung von Gothawagen G4-61 konnten die ersten Standardwagen ausgemustert werden. Zunächst wurde 1963 das kürzere Einzelstück Nr. 50II, auch „Puppenstube“ genannt, an die Straßenbahn Eisenach abgegeben. 1964 und 1965 wurde auch die erste, nicht für den Beiwagenbetrieb zugelassene Triebwagenserie ausgemustert. Eines dieser Fahrzeuge wurde verschrottet, vier wurden an die Straßenbahn Mühlhausen abgegeben und eines an die Straßenbahn Nordhausen. 1965 gelangte die gesamte zweite Serie (Nr. 88 bis 93) zur Straßenbahn Eisenach. Von 1967 bis 1979 gingen die Triebwagen späterer Serien aus dem Fahrgastbetrieb. Vier Stück wurden in Erfurt zu verschiedenen Arbeitswagen umgebaut und zwei Stück zu Beiwagen. 1967 wurden acht Wagen an die Lockwitztalbahn und einer an die Straßenbahn Nordhausen abgegeben. Die restlichen Fahrzeuge wurden verschrottet, ebenso bis 1979 die Arbeitswagen.
Erst 1975 wurde ein erster Beiwagen verschrottet, nachdem 1968 durch Umbau eines Triebwagens sogar ein zusätzlicher Beiwagen entstanden war. Bis auf ein Exemplar wurden die verbliebenen Beiwagen von 1977 bis 1979 verschrottet, während 1977 ein zweiter Triebwagen zum Beiwagen umgebaut wurde. Der Beiwagen Nr. 248 (zwischenzeitlich Nr. 233III) verblieb unter der Nummer 12 als Arbeitswagen zur Oberleitungsinstandhaltung. 1990 wurde auch er verschrottet. 1992 wurde schließlich der 1977 umgebaute Triebwagen verschrottet, so dass kein Erfurter Standardbeiwagen erhalten blieb.
1980 kehrte der Triebwagen 92 nach Erfurt zurück, der zwischenzeitlich von Eisenach nach Gotha abgegeben und dort als Arbeitswagen verwendet worden war. Er wurde als historischer Triebwagen aufgearbeitet. 2007 kehrte zudem der ehemalige Triebwagen 112 aus Kreischa zurück, der 1967 an die Lockwitztalbahn abgegeben worden war. Er diente als Ersatzteilspender für Nr. 92 und wurde 2019 wiederum an den Modelleisenbahnclub Kreischa e. V. abgegeben.

### Eisenach
Die Straßenbahn Eisenach erhielt zunächst 1963 das kürzere Einzelstück. Es erhielt die Nummer 29 und wurde 1975, im letzten Betriebsjahr der Straßenbahn Eisenach, verschrottet. 1965 folgten außerdem die sechs Standardtriebwagen der zweiten Serie. Sie machten im letzten Betriebsjahrzehnt fast die Hälfte der eingesetzten Triebwagen aus. Ein Wagen wurde noch 1975 verschrottet, zwei weitere 1976 nach der Betriebseinstellung. Die drei anderen Wagen wurden 1976 noch nach Gotha weitergegeben.

### Gotha
1963 erhielt die Straßenbahn Gotha leihweise einen der 1939 gebauten Triebwagen und einen Beiwagen. 1964 folgten ebenfalls leihweise die ersten drei Triebwagen der 1936 gebauten Serie, kamen aber nicht zum Einsatz und wurden im selben Jahr nach Mühlhausen weitergegeben. 1976 kamen aus Eisenach drei Triebwagen der zweiten Serie nach Gotha und wurden als Arbeitswagen mit den Nummern 004 bis 006 genutzt. Auch dies währte jedoch nicht lang. Nr. 004 und 005 wurden 1979 verschrottet und Nr. 006 im Jahr 1980 wieder nach Erfurt abgegeben.

### Mühlhausen
Die Straßenbahn Mühlhausen erhielt 1964 zunächst mit Umweg über Gotha die ersten drei Standardtriebwagen, die ihre Erfurter Nummern 82 bis 84 behielten. Nr. 84 kam auch in Mühlhausen nicht zum Einsatz, sondern diente als Ersatzteilspender und wurde bereits 1965 verschrottet. 1964 oder 1965 kam noch der vierte Standardtriebwagen direkt nach Mühlhausen. Er wurde jedoch von 85 zu 58II umnummeriert. Nr. 83 wurde bereits 1967 verschrottet. Nr. 82 und 58II folgten schließlich 1969, dem Jahr der Betriebseinstellung.

### Nordhausen
Die Straßenbahn Nordhausen erhielt zunächst 1964 oder 1965 einen Triebwagen der ersten Serie. Er bekam die Nummer 29. Da die Straßenbahn Nordhausen nie Beiwagen beschaffte, stellte die mangelnde Eignung für den Beiwagenbetrieb dort kein Problem dar. Er wurde jedoch bereits 1967 verschrottet und durch einen der 1944 gebauten Triebwagen ersetzt. Dieser erhielt die Nummer 29 in Zweitbesetzung. Auch er wurde nur wenige Jahre in Nordhausen eingesetzt und 1971 verschrottet.

### Lockwitztalbahn

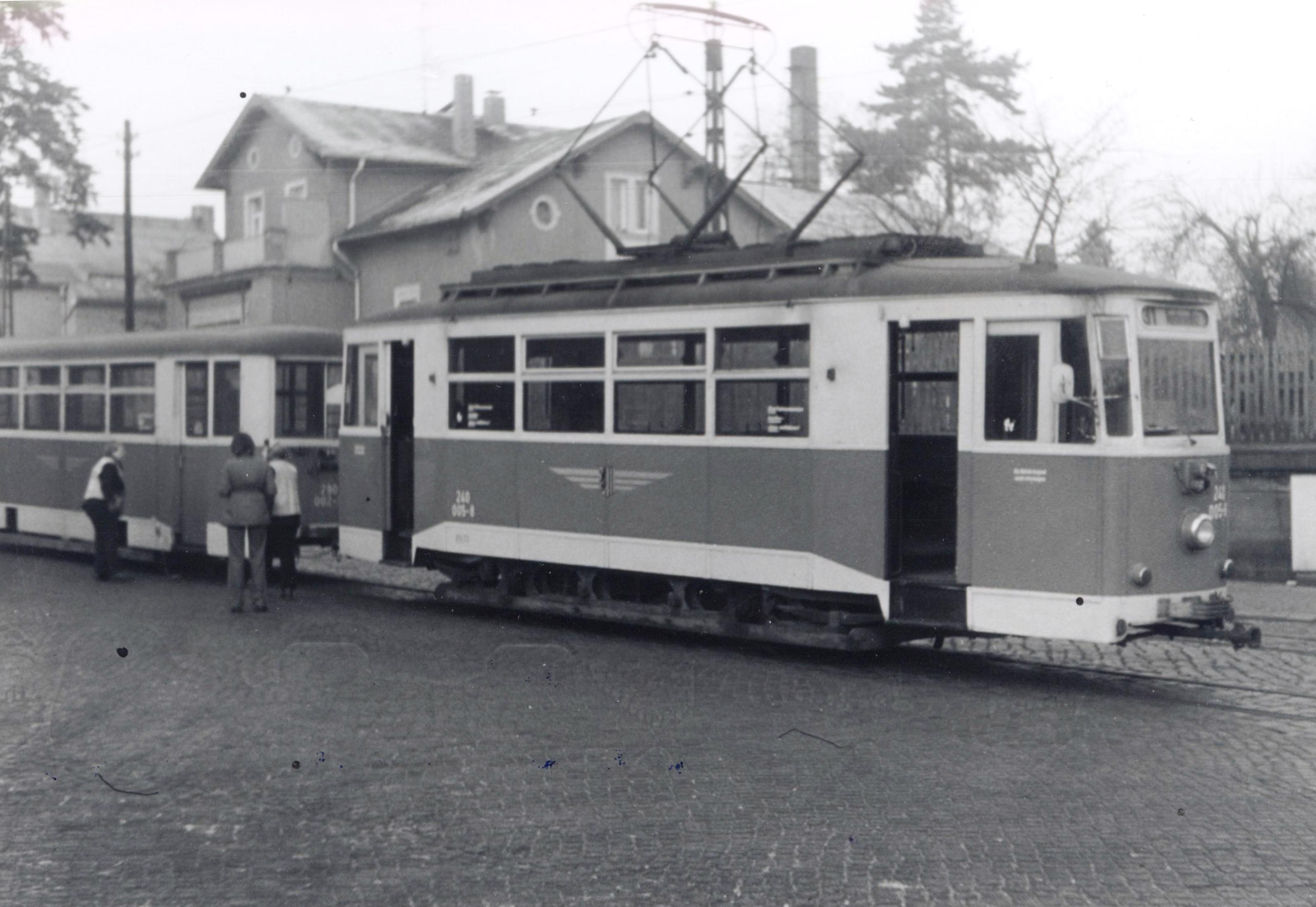
Triebwagen Nr. 240 005 der Lockwitztalbahn mit einem Beiwagen anderer Bauart (1977)

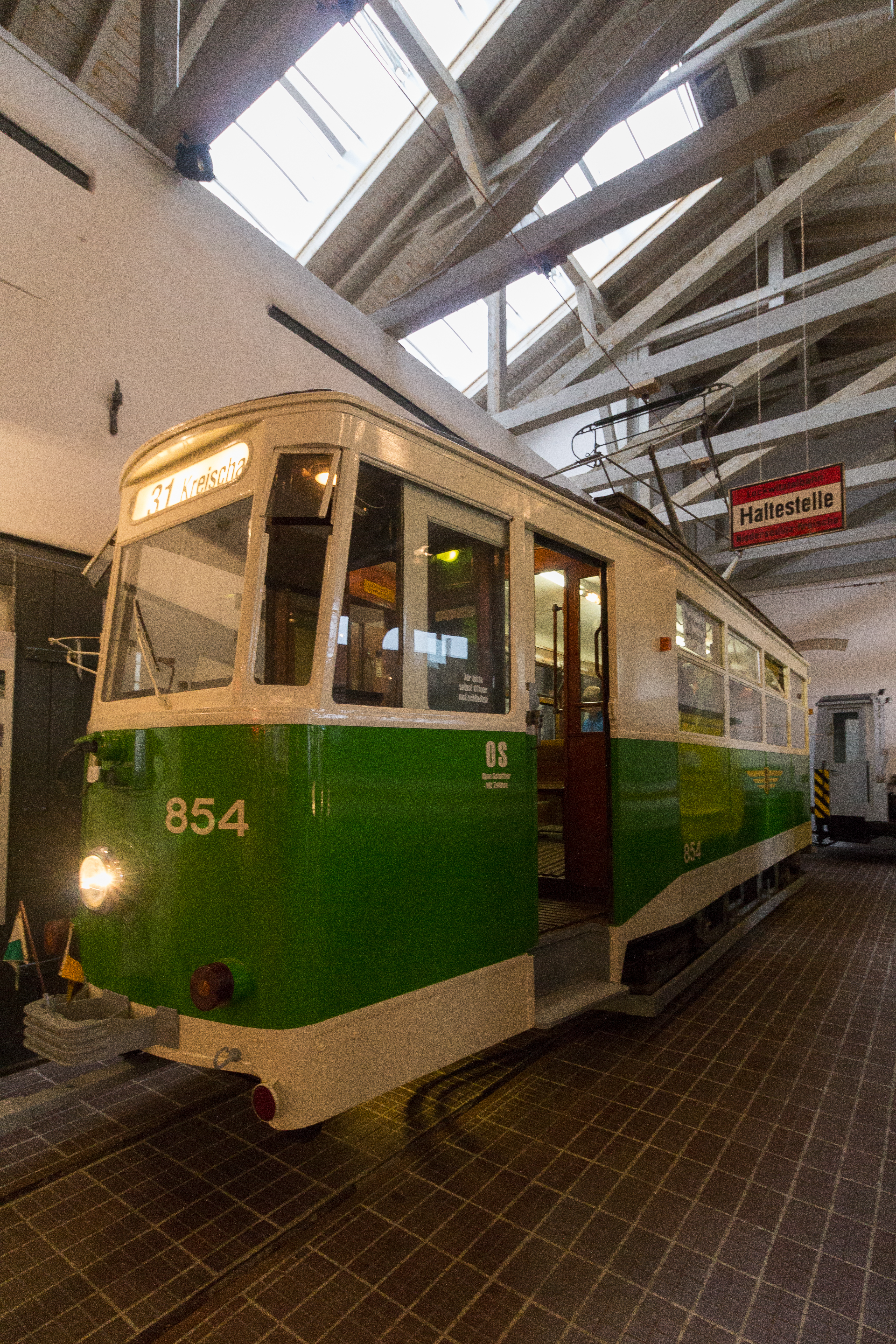
Triebwagen Nr. 240 005 bzw. 854 der Lockwitztalbahn im Straßenbahnmuseum Dresden (2016)

Die Lockwitztalbahn, eine Überlandstraßenbahn vom Dresdner Stadtteil Niedersedlitz nach Kreischa, erhielt 1967 acht Triebwagen der Baujahre 1938, 1943 und 1944 aus Erfurt. Sie erhielten zunächst die Nummern 850 bis 857. 1971 wurden sie zu Nr. 240 001 bis 240 008 umnummeriert. Nachdem die Lockwitztalbahn Ende 1977 stillgelegt worden war, wurden 1978 Nr. 240 001 bis 240 003 an die Straßenbahn Brandenburg an der Havel und Nr. 240 004 bis 240 008 an die Kirnitzschtalbahn abgegeben.
1993 wurde Nr. 240 005 und 1995 Nr. 240 004 als Lockwitztalbahn-Denkmal wieder nach Kreischa zurückgeholt. 2007 gelangte Nr. 240 004 dann zunächst wieder zurück nach Erfurt und Nr. 240 005 zum Straßenbahnmuseum Dresden. 2019 holte der Modelleisenbahnclub Kreischa e. V. Nr. 240 004 wieder zurück nach Kreischa.

### Kirnitzschtalbahn
Die Kirnitzschtalbahn, eine Überlandstraßenbahn in der Sächsischen Schweiz, erhielt 1978 fünf Triebwagen der Baujahre 1938, 1943 und 1944 von der Lockwitztalbahn. Sie erhielten die Nummern 4 und 5 in Drittbesetzung sowie 6 bis 8 in Zweitbesetzung. Nr. 7II wurde nicht eingesetzt und 1992 verschrottet. 1993 wurden Nr. 5III wieder nach Kreischa und Nr. 6II nach Halle (Saale) abgegeben. Nr. 4III wurde 1995 ebenfalls wieder nach Kreischa abgegeben. Nr. 8II, der zuvor hauptsächlich als Rangierfahrzeug genutzt worden war, wurde 1996 zum historischen Triebwagen aufgearbeitet und ist als solcher weiterhin vorhanden.

### Brandenburg an der Havel
Die Straßenbahn Brandenburg an der Havel erhielt 1978 drei Triebwagen der Baujahre 1938 und 1943 von der Lockwitztalbahn und baute zwei von ihnen 1978 bis 1979 zu den Arbeitswagen Nr. 300 und 301 um. Der andere erhielt die Nummer 302 und kam nicht zum Einsatz und wurde 1985 verschrottet. Nr. 300 wurde 1989 verschrottet und Nr. 301 1992.

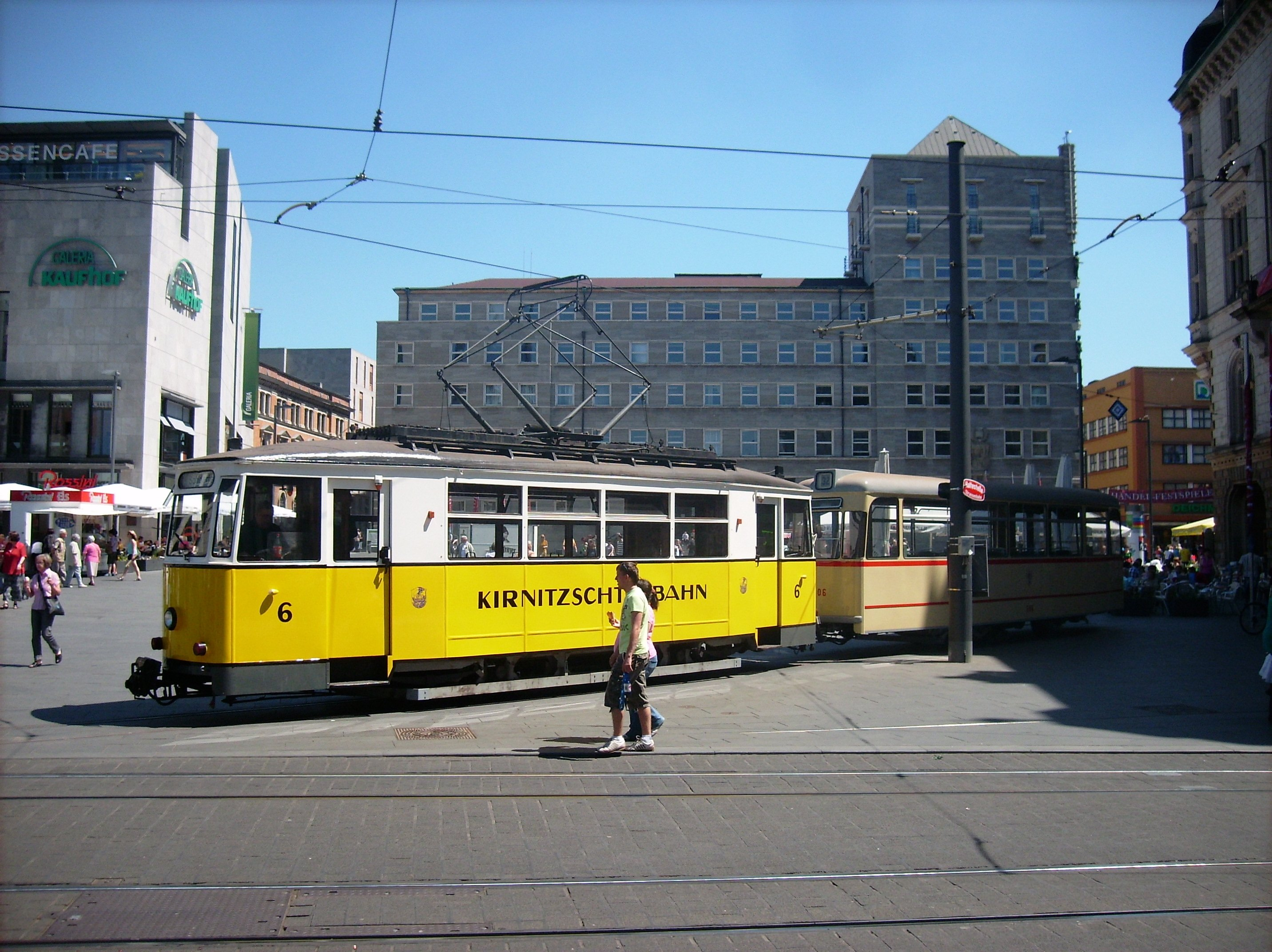
Historischer Triebwagen Nr. 6 der Straßenbahn Halle auf dem Marktplatz (2010)

### Halle (Saale)
Obwohl in Halle niemals Erfurter Standardwagen regulär eingesetzt wurden, übernahm der Verein Hallesche Straßenbahnfreunde e. V. 1993 einen der 1938 gebauten Triebwagen von der Kirnitzschtalbahn. Er repräsentiert im Straßenbahnmuseum Halle die Epoche des Straßenbahnfahrzeugbaus zwischen 1930 und 1950, aus der kein originaler Hallenser Triebwagen erhalten blieb. Er ist einsatzfähig im Zustand von 1993 erhalten, inklusive der Kirnitzschtalbahn-Lackierung und der dortigen Wagennummer 6.

### Fahrzeugliste
| Erste Nummer | Baujahr | Umnummerierung                         | Umbau/Nutzungsänderung                                                          | Abgabe | Verschrottung |
| ------------ | ------- | -------------------------------------- | ------------------------------------------------------------------------------- | --- | ------------- |
| 50II         | 1938    |                                        |                                                                                 | 1963: → Eisenach 29 | 1975          |
| 82           | 1936    |                                        | 1946: Neuaufbau nach Brand                                                      | 1964: leihweise → Gotha 82 (ohne Einsatz) 1964: → Mühlhausen 82 | 1969          |
| 83           | 1936    |                                        |                                                                                 | 1964: leihweise → Gotha 83 (ohne Einsatz) 1964: → Mühlhausen 83 | 1967          |
| 84           | 1936    |                                        |                                                                                 | 1964: leihweise → Gotha 84 (ohne Einsatz) 1964: → Mühlhausen 84 (ohne Einsatz)                                                                                                 | 1965          |
| 85           | 1936    |                                        |                                                                                 | 1964 oder 1965: → Mühlhausen 58II | 1969          |
| 86           | 1936    |                                        |                                                                                 | 1964 oder 1965: → Nordhausen 29 | 1967          |
| 87           | 1936    |                                        |                                                                                 | | 1964          |
| 88           | 1938    |                                        | 1976: → Gleisbauwagen                                                           | 1965: → Eisenach 40 1976: → Gotha 004 | 1979          |
| 89           | 1938    |                                        |                                                                                 | 1965: → Eisenach 43 | 1976          |
| 90           | 1938    |                                        |                                                                                 | 1965: → Eisenach 42 | 1975          |
| 91           | 1938    |                                        | 1976: → Schweißwagen                                                            | 1965: → Eisenach 41 1976: → Gotha 005 | 1979          |
| 92           | 1938    | 1976: → 42II (Eisenach)                | 1976: → Fahrleitungs-Arbeitswagen 1983: → historischer Wagen                    | 1965: → Eisenach 44 1976: → Gotha 006 1980: → Erfurt 92 1990–1991: leihweise → Essen                                                                                           | –             |
| 93           | 1938    |                                        |                                                                                 | 1965: → Eisenach 45 | 1976          |
| 94           | 1938    | 1967: → 114II (Erfurt) 1971: → 240 006 | 1993: → historischer Wagen                                                      | 1967: → Lockwitztalbahn 855 1978: → Kirnitzschtalbahn 6II 1993: → Halle 6 | –             |
| 95           | 1938    | 1967: → 116II (Erfurt) 1971: → 240 008 | 1996: → historischer Wagen                                                      | 1967: → Lockwitztalbahn 857 1978: → Kirnitzschtalbahn 8II | –             |
| 96           | 1938    | 1967: → 110II (Erfurt) 1971: → 240 002 | 1978: → Arbeitswagen                                                            | 1967: → Lockwitztalbahn 851 1978: → Brandenburg 301 | 1992          |
| 97           | 1938    | 1969: → 9II                            | 1967: → Gerätewagen 3II                                                         | | 1979          |
| 98           | 1938    |                                        | 1967: → Strecken- und Winterdienstwagen 8II                                     | | 1973          |
| 99           | 1938    |                                        |                                                                                 | | 1967          |
| 100          | 1939    |                                        |                                                                                 | 1963: leihweise → Gotha | 1965          |
| 101          | 1939    |                                        |                                                                                 | | 1971          |
| 102          | 1939    |                                        | 1968: → Beiwagen 244II                                                          | | 1979          |
| 103          | 1939    |                                        | 1970: → Winterdienstwagen 14                                                    | | 1979          |
| 104          | 1939    |                                        | 1973: → Werkstattwagen 8III                                                     | | 1978          |
| 105          | 1939    |                                        | 1952: → Einrichtungswagen                                                       | | 1975          |
| 106          | 1943    | 1971: → 240 007                        |                                                                                 | 1967: → Lockwitztalbahn 856 1978: → Kirnitzschtalbahn 7II (ohne Einsatz) | 1992          |
| 107          | 1943    | 1971: → 240 005                        | 1993: → Ausstellungsobjekt                                                      | 1967: → Lockwitztalbahn 854 1978: → Kirnitzschtalbahn 5III 1993: → Kreischa 240 005 2007: → Dresden (Museum) 240 005                                                           | –             |
| 108          | 1943    | 1971: → 240 001                        |                                                                                 | 1967: → Lockwitztalbahn 850 1978: → Brandenburg 302 (ohne Einsatz) | 1985          |
| 109          | 1943    |                                        |                                                                                 | | 1979          |
| 110          | 1943    | 1967: → 96II                           |                                                                                 | | 1967          |
| 111          | 1943    | 1971: → 240 003                        | 1978: → Arbeitswagen                                                            | 1967: → Lockwitztalbahn 852 1978: → Brandenburg 300 | 1989          |
| 112          | 1944    | 1971: → 240 004                        | 1995: → Ausstellungsobjekt 2007: → Ersatzteilspender 2019: → Ausstellungsobjekt | 1967: → Lockwitztalbahn 853 1978: → Kirnitzschtalbahn 4III 1995: → Fahrzeugsammlung Kreischa 240 004 2007: → Erfurt 240 004 2019: → Modelleisenbahnclub Kreischa e. V. 240 004 | –             |
| 113          | 1944    |                                        |                                                                                 | | 1978          |
| 114          | 1944    | 1967: → 94II                           |                                                                                 | | 1967          |
| 115          | 1944    |                                        |                                                                                 | 1967: → Nordhausen 29II | 1971          |
| 116          | 1944    | 1967: → 95II                           |                                                                                 | | 1967          |
| 117          | 1944    | 1979: → 271II                          | 1977: → Beiwagen 254II                                                          | | 1992          |
| 245          | 1942    | 1970 oder 1971: → 261II                | 1970: → Einrichtungswagen                                                       | | 1979          |
| 246          | 1942    | 1970 oder 1971: → 260II                | 1971: → Einrichtungswagen                                                       | | 1979          |
| 247          | 1942    |                                        |                                                                                 | | 1977–1979     |
| 248          | 1942    | 1970 oder 1971: → 233III               | 1963: → Einrichtungswagen 1979: → Fahrleitungs-Arbeitswagen 12                  | 1963: leihweise → Gotha | 1990          |
| 249          | 1942    |                                        |                                                                                 | | 1977–1979     |
| 250          | 1942    |                                        |                                                                                 | | 1977–1979     |
| 251          | 1942    |                                        |                                                                                 | | 1977–1979     |
| 252          | 1942    |                                        |                                                                                 | | 1977–1979     |
| 253          | 1942    |                                        |                                                                                 | | 1977–1979     |
| 254          | 1942    |                                        |                                                                                 | | 1977–1979     |
| 255          | 1942    |                                        |                                                                                 | | 1975          |
| 256          | 1942    |                                        |                                                                                 | | 1977–1979     |